# Liste der Naturschutzgebiete in Hagen
Die Liste der Naturschutzgebiete in Hagen enthält die Naturschutzgebiete der kreisfreien Stadt Hagen in Nordrhein-Westfalen.

## Liste
| Schlüssel- nummer | Gebietsname                                                             | CDDA- Sitecode | IUCN- Kategorie | Schutzwürdige Biotope    | Fläche in ha | Flächen- anzahl | Jahr der Ausweisung | Bild                                      |
| ----------------- | ----------------------------------------------------------------------- | -------------- | --------------- | ------------------------ | ------------ | --------------- | ------------------- | ----------------------------------------- |
| HA-001            | Hünenpforte                                                             | 163812         | IV              | BK-4611-0252             | 5,6550       | 1               | 1950                | NSG Hünenpforte                           |
| HA-002            | Mastberg und Weißenstein                                                | 164581         | IV              | BK-4611-0251             | 88,1322      | 1               | 1991                | NSG Mastberg und Weißenstein              |
| HA-003            | Lange-Bäume                                                             | 164343         | IV              | BK-4611-0253             | 13,3449      | 1               | 1991                | NSG-Lange Bäume                           |
| HA-004            | Ruhraue Syburg                                                          | 165253         | IV              | BK-4511-0003             | 38,6042      | 1               | 1992                | NSG Ruhraue Syburg                        |
| HA-005            | Uhlenbruch                                                              | 165982         | IV              | BK-4510-0007             | 16,7172      | 1               | 1992                | NSG Uhlenbruch                            |
| HA-006            | Alter Ruhrgraben (Hagener Teilfläche)                                   | 162119         | IV              | BK-4511-0009             | 13,9226      | 1               | 1992                | NSG-Alter Ruhrgraben (Hagener Teilfläche) |
| HA-007            | Lennesteilhang Garenfeld                                                | 164436         | IV              | BK-4510-0017             | 44,7258      | 1               | 1992                | NSG-Lennesteilhang Garenfeld              |
| HA-008            | Lenneaue Kabel                                                          | 164433         | IV              | BK-4510-0016             | 31,2037      | 1               | 1992                | NSG-Lenneaue Kabel                        |
| HA-009            | Kaisbergaue                                                             | 163972         | IV              | BK-4510-0015             | 20,5787      | 1               | 1992                | NSG-Kaisbergaue                           |
| HA-010            | Ehemaliger Yachthafen Harkortsee                                        | 162869         | IV              | BK-4610-0001             | 7,1588       | 1               | 1992                | NSG-Ehemaliger Yachthafen Harkortsee      |
| HA-011            | Funckenhauser Bachtal                                                   | 163176         | IV              | BK-4610-0007             | 3,8947       | 1               | 1992                | NSG-Funckenhauser Bachtal                 |
| HA-012            | Lenneaue Berchum                                                        | 164432         | IV              | BK-4611-0010             | 9,3841       | 1               | 1992                | NSG-Lenneaue Berchum                      |
| HA-013            | Unteres Wannebachtal                                                    | 166028         | IV              | BK-4611-0007             | 13,0589      | 1               | 1992                | NSG-Unteres Wannebachtal                  |
| HA-014            | Oberes Wannebachtal                                                     | 164889         | IV              | BK-4611-0008             | 18,6197      | 1               | 1992                | NSG-Oberes Wannebachtal                   |
| HA-015            | Henkhauser- und Hasselbachtal                                           | 163642         | IV              | BK-4611-0246             | 56,7540      | 1               | 1992                | NSG-Henkhauser- und Hasselbachtal         |
| HA-016            | Hardt                                                                   | 163528         | IV              | BK-4610-0107             | 48,4696      | 1               | 1992                | NSG-Hardt                                 |
| HA-017            | Ochsenkamp                                                              | 164911         | IV              | BK-4611-0254             | 8,1503       | 1               | 1992                | NSG-Ochsenkamp                            |
| HA-018            | Raffenberg                                                              | 165085         | IV              | BK-4611-908              | 21,4674      | 1               | 1992                | NSG Raffenberg                            |
| HA-019            | Steltenberg                                                             | 165727         | IV              | BK-4611-912              | 42,2348      | 1               | 1992                | NSG Steltenberg                           |
| HA-020            | Holthauser Bachtal                                                      | 163776         | IV              | BK-4611-0012             | 13,1706      | 1               | 1992                | NSG-Holthauser Bachtal                    |
| HA-021            | Hasper Bach                                                             | 163553         | IV              | BK-4710-0048             | 7,5470       | 1               | 1992                | weitere Bilder                            |
| HA-022            | Bachtal Saure Epscheid                                                  | 163553         | IV              | BK-4711-0101             | 1,41         | 1               | 1992                | NSG-Bachtal Saure Epscheid                |
| HA-023            | Temporärer Mastberg (Teilfläche neben dem NSG Mastberg und Weißenstein) | 165850         | IV              | BK-4611-0251             | 18,2192      | 1               | 1992                | NSG-Temporärer Mastberg                   |
| HA-024            | Aske                                                                    | 555546360      | IV              | BK-4610-008 BK-4610-0155 | 41,1190      | 2               | 2005                | NSG-Aske                                  |